# Stranka podunavskih Srba
Partija podunavskih Srba (skr. PPS, srp. Партија подунавских Срба) naziv je bivše političke stranke srpske nacionalne manjine u Hrvatskoj. 
Osnovao ju je Rade Leskovac početkom 1990-ih kao Srpsku radikalnu stranku Republike Srpske Krajine. Nakon mirne reintegracije hrvatskoga Podunavlja, stranka je preregistrirana pod nazivom Partija podunavskih Srba, a Leskovac je i dalje vršio dužnost stranačkog čelnika. Također se promijenilo ideološko usmjerenje stranke.
Leskovac je izazvao kontroverzu 2007. godine kad su po gradu Vukovaru postavljeni predizborni plakati na kojima je pokazivao srpski pozdrav s tri prsta, simbol koji mnogi smatraju agresivnim i uvredljivim.
Stranka je izbrisana iz Registra političkih stranaka negdje između 2012. i 2015.

## Vanjske poveznice
- Stranka podunavskih Srba pri HIDRI  Arhivirana inačica izvorne stranice od 21. rujna 2009. (Wayback Machine), hidra.hr
- Stranačka zastava, FAME